# 一千一秒
「一千一秒」（いっせんいちびょう）は、EXILE TAKAHIROの1枚目のシングル。2013年6月26日にrhythm zoneから発売。

## 概要
EXILEのボーカルTAKAHIROのソロデビューシングル。「CD+DVD」「CDのみ」の2形態で発売。初回盤には内容がそれぞれ異なる6折12Pブックレットを封入。
CDには表題曲を含む全4曲8バージョンを収録。DVDには表題曲のミュージックビデオとメイキング映像を収録。ミュージックビデオ、ジャケット写真は蜷川実花が手掛けた。
カップリング曲「with...」は、メンバーのMATSU、AKIRAと共に出演したCM、NTTコミュニケーションズ「050 plus」のCMソングに起用された。
カップリング曲「約束の空」は、2005年に死去した祖父を想って作詞したという。

## 収録曲

### CD
1. 一千一秒
作詞：小竹正人 / 作曲：Yuuki Odagiri / 編曲：中野雄太
  - 日本テレビ『スッキリ!!』2013年6月度エンディングテーマ
  - 第一興商「SmartDAM」CMソング
  - WOWOW 連続ドラマW『鍵のない夢を見る』イメージソング[5]
2. with...
作詞：TAKAHIRO / 作曲・編曲：Masaaki Asada
  - NTTコミュニケーションズ「050 plus」CMソング
3. 二日月
作詞：TAKAHIRO / 作曲・編曲：COZZi
4. 約束の空
作詞：TAKAHIRO / 作曲：Tatsuro Mashiko / 編曲：Daisuke Kahara
5. 一千一秒 (Instrumental)
6. with... (Instrumental)
7. 二日月 (Instrumental)
8. 約束の空 (Instrumental)

### DVD
1. 一千一秒 (Video Clip)
2. 一千一秒 (Making)